# Simpson-Paradoxon

Grafische Darstellung des Simpson-Paradoxons: von den mit 1 beschrifteten Vektoren hat der rote die größere Steigung, genau wie bei den mit 2 beschrifteten. Trotzdem hat die Vektorsumme der roten Vektoren eine kleinere Steigung als die der blauen.

Das Simpson-Paradoxon: Ein jeweils positiver Trend für liegt vor, falls man die beiden unterschiedlich colorierten Gruppen einzeln betrachtet. Werden die beiden Gruppen zusammen betrachtet, so liegt ein negativer Trend vor.

Das Simpson-Paradoxon (auch simpsonsches Paradoxon oder Simpson’sches Paradoxon, benannt nach Edward Hugh Simpson) ist ein Paradoxon aus der Statistik. Dabei scheint es, dass die Bewertung verschiedener Gruppen unterschiedlich ausfällt, je nachdem ob man die Ergebnisse der Gruppen kombiniert oder nicht. Dieses Phänomen tritt auf, wenn Störvariablen in der statistischen Analyse nicht betrachtet werden. Durch die Nichtbeachtung der Gruppen kommt es zu einer Scheinkorrelation.
Das Simpson-Paradoxon ist möglich, wenn mehrere Vierfeldertafeln mit einem Chancenverhältnis kleiner (größer) als 1 zu einer Gesamttafel zusammengefasst werden, die einen Chancenquotienten größer (kleiner) als 1 aufweist.
Ein Weg mit dem Simpson-Paradoxon umzugehen ist es, One-Hot kodierte Variablen zur Beschreibung der Cluster in die Datenmatrix einzufügen oder ein Fixed-Effect Modell zu fitten.

## Geschichte
Edward Hugh Simpson beschrieb das Phänomen 1951. Er war aber nicht der Erste, der sich damit beschäftigte. So beschrieben bereits 1899 Karl Pearson et al. und 1903 George Udny Yule einen ähnlichen Sachverhalt. Die Bezeichnung Simpson-Paradoxon (englisch Simpson’s Paradox) wurde vermutlich 1972 von Colin R. Blyth eingeführt.

## Ursache: Unentdeckte Einflussfaktoren
Liegen je nach Unterteilung der Daten deutlich unterschiedliche Ergebnisse vor, kann dies auf nicht erfasste Einflussfaktoren (Störvariablen) zurückgeführt werden. Wollen Auswertende mögliche Fehlschlüsse vermeiden, müssen sie diese Einflussfaktoren finden, soweit sie vorhanden sind. Das Vorliegen eines Simpson-Paradoxons kann hier als Indikator dienen.
Eine Methode für die Suche nach weiteren Einflussfaktoren ist die getrennte Auswertung von Teilgruppen, bei denen
- man spezifisches Verhalten erwartet (zum Beispiel das Krankheitsstadium der Patienten)
- Cluster (Datenanalyse) gefunden wurde[6].

## Beispiele

### Eine Prüfung
Eine Fahrschule hat zwei Prüfungstage mit folgenden Ergebnissen:
|        | männlich  | männlich | männlich       | weiblich  | weiblich | weiblich       |
|        | bestanden | gesamt   | Durchfallquote | bestanden | gesamt   | Durchfallquote |
| ------ | --------- | -------- | -------------- | --------- | -------- | -------------- |
| 1. Tag | 1         | 1        | 0 %            | 7         | 8        | 12,5 %         |
| 2. Tag | 2         | 3        | 33,3 %         | 1         | 2        | 50 %           |
| Summe  | 3         | 4        | 25 %           | 8         | 10       | 20 %           |

Obwohl die Männer jeden Tag einzeln betrachtet jeweils eine geringere Durchfallquote als die Frauen haben, haben sie im Gesamtergebnis über beide Tage eine höhere.
Ursache ist der Umstand, dass die Einzelergebnisse mit unterschiedlichem Gewicht in das Gesamtergebnis eingehen. Das erkennt man leicht in der zahlenmäßig zugespitzten Variante der obigen Tabelle, die nachfolgend wiedergegeben wird:
|        | männlich  | männlich | männlich       | weiblich  | weiblich | weiblich       |
|        | bestanden | gesamt   | Durchfallquote | bestanden | gesamt   | Durchfallquote |
| ------ | --------- | -------- | -------------- | --------- | -------- | -------------- |
| 1. Tag | 1         | 1        | 0 %            | 999       | 1000     | 0,1 %          |
| 2. Tag | 2         | 3        | 33,3 %         | 1         | 2        | 50 %           |
| Summe  | 3         | 4        | 25 %           | 1000      | 1002     | 0,2 %          |

### Todesurteile für Mörder in Florida
Laut der folgenden Tabelle ist bei den schwarzen Angeklagten die Todesurteilquote niedriger als bei den weißen Angeklagten. Demnach lässt sich hier nicht auf eine Rassendiskriminierung schließen.
| Hautfarbe des Angeklagten | Todesurteil Ja / Nein | Quote |
| ------------------------- | --------------------- | ----- |
| schwarz                   | 59 / 2448             | 2,4 % |
| weiß                      | 72 / 2158             | 3,2 % |

Erweitert man jedoch diese Tabelle um die Anzahl der Opfer, aufgeschlüsselt nach Hautfarbe, so ergibt sich ein anderes Bild.
| Hautfarbe des Angeklagten / des Opfers | Todesurteil Ja / Nein | Quote  |
| -------------------------------------- | --------------------- | ------ |
| schwarz / schwarz                      | 11 / 2209             | 0,5 %  |
| weiß / schwarz                         | 0 / 111               | 0,0 %  |
| schwarz / weiß                         | 48 / 239              | 16,7 % |
| weiß / weiß                            | 72 / 2047             | 3,4 %  |

Gemäß der erweiterten Tabelle ist bei den schwarzen Angeklagten, wenn man deren weiße Opfer betrachtet, die Todesurteilquote deutlich höher als bei den weißen Angeklagten. Demnach lässt sich hier auf eine Rassendiskriminierung schließen.

### Zulassungszahlen an der Universität Berkeley
Einer der bekanntesten Fälle des Simpson-Paradoxons zeigte sich in einer Studie zu Zulassungen zu Graduate Schools der University of California, Berkeley. Die Zahlen für Herbst 1973 zeigten, dass mehr Männer als Frauen zugelassen wurden – die Differenz war so groß, dass sie nicht mehr durch Zufall zu erklären war (Signifikanztest):
|        | Bewerber | davon zugelassen |
| ------ | -------- | ---------------- |
| Männer | 8442     | 44 %             |
| Frauen | 4321     | 35 %             |

Ein Mann hat also eine 44-prozentige Chance, zum Studium zugelassen zu werden, eine Frau aber nur eine 35-prozentige.
Die Aufschlüsselung nach Fakultäten zeigte allerdings, dass Frauen nicht diskriminiert wurden. Im Gegenteil wurde eine schwache, aber statistisch signifikante, Bevorzugung der Frauen festgestellt. Von 101 Departements der Universität hatten 16 nur erfolgreiche Bewerber oder nur Bewerber des einen Geschlechts. Bei den übrigen 85 Departements ergab sich dieses Bild:
- Bei vier Departements gab es bei Männern Erfolgsquoten, die in signifikanter Weise besser waren als jene der Frauen.
- Bei sechs Departements genossen Frauen eine signifikant bessere Erfolgsquote.

Ein Chi-Quadrat-Test zeigt eindrücklich, dass sich die Bewerbungen von Frauen und Männern von vorneherein nicht zufällig auf die 101 Departements verteilten (χ = 3091; p < 0,0001).
Dies führte zur Erklärung, dass keine Diskriminierung stattfand, sondern dass Frauen sich tendenziell dort bewarben, wo es für beide Geschlechter niedrigere Zulassungsraten gab, während Männer ihre Bewerbungen tendenziell dorthin sandten, wo es generell höhere Zulassungsraten gab. Die ursprüngliche Interpretation der Gesamterfolgsquote von 44 gegenüber 35 Prozent lässt dies außer Acht.